# Gavilla

La cosecha, óleo de Pieter Brueghel el Viejo de 1565, muestra en primer plano segadores segando trigo y en segundo plano mujeres y hombres engavillando la mies suelta y gavillas apiladas.

Una gavilla es un conjunto agrupado de sarmientos, cañas, mieses, ramas, hierba, etc., mayor que el manojo y menor que el haz. El término se aplica en particular al trigo, cebada y otros cereales que después de segado reunía el conjunto cortado en gavillas. Esta acción se denomina gavillar, engavillar o agavillar y se realizaba a continuación de la siega manual. La finalidad del engavillado era completar la maduración del cereal, acelerar el secado del grano y facilitar su transporte a la era.

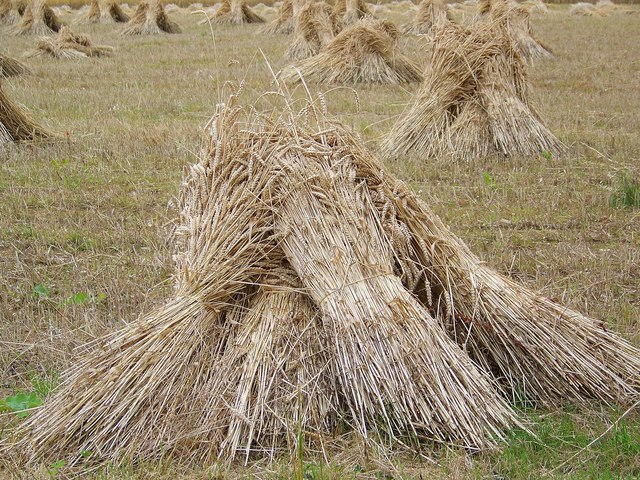
Gavillas de trigo apiladas en Inglaterra para su secado.

Cuando se mecanizó la siega después de mediados del siglo XIX, en las primeras segadoras la mies caía suelta sobre la plataforma de la máquina. Un rastrillador debía rastrillarla y arrojarla al rastrojo donde posteriormente se realizaba el engavillado de modo similar a la siega manual. Poco a poco se fueron mecanizando estas tareas, que culminaron con la atadora, una máquina que ataba automáticamente la mies formando gavillas, fabricada a partir de la década de 1880. Manualmente se seguía juntando las gavillas para apilarlas. Con la difusión de la cosechadora a partir de mediados del siglo XX desapareció la necesidad de engavillar.
Para engavillar manualmente se requerían alrededor de 10 horas-hombre por hectárea. No era una tarea pesada, por lo que a la par de los hombres también trabajaban mujeres.